# Dimadjou-Mdé
Dimadjou-Mdé  est une ville de l'Union des Comores, situé sur l'île de Grande Comore. En 2012, sa population est estimée à 1 010 habitants 